# Campionati europei di tuffi 2015 - Piattaforma 10 metri sincro maschile
La gara dei tuffi dalla piattaforma 10 metri sincro maschile dei campionati europei di tuffi 2015 si è svolta presso la  Piscina Nettuno di Rostock in Germania e vi hanno preso parte 6 coppie atleti, provenienti da altrettante nazioni.

## Medaglie
| Posizione | Atleti                               | Paese    |
| --------- | ------------------------------------ | -------- |
| Oro       | Patrick Hausding Sascha Klein        | Germania |
| Argento   | Roman Izmailov Victor Minibaev       | Russia   |
| Bronzo    | Maksym Dolgov Oleksandr Gorshkovozov | Ucraina  |

## Risultati
| Class   | Tuffatori                            | Nazionalità   | Qualificazione | Qualificazione | Finale | Finale |
| Class   | Tuffatori                            | Nazionalità   | Punti          | Class          | Punti  | Class  |
| ------- | ------------------------------------ | ------------- | -------------- | -------------- | ------ | ------ |
| Oro     | Patrick Hausding Sascha Klein        | Germania      | 429,30         | 3              | 458,10 | 1      |
| Argento | Roman Izmailov Victor Minibaev       | Russia        | 437,55         | 1              | 435,84 | 2      |
| Bronzo  | Maksym Dolgov Oleksandr Gorshkovozov | Ucraina       | 429,54         | 2              | 430,26 | 3      |
| 4       | Vadzim Kaptur Yauheni Karaliou       | Bielorussia   | 374,22         | 4              | 402,18 | 4      |
| 5       | James Denny Matthew Lee              | Gran Bretagna | 371,34         | 5              | 400,44 | 5      |
| 6       | Francesco Dell'Uomo Maicol Verzotto  | Italia        | 320,52         | 6              | 389,28 | 6      |